# شمش مدامق
نبو نادين زيري هو ملك بابلي كلداني تولى حكم مملكة بابل من بعد مار بيطي أخي إيدينا، هو الملك الرابع من السلالة البابلية الثامنة، عاصر حكم الملك الآشوري أداد نيراري الثاني الذي تمكن من هزمه واحتلال مدينة دور كوريغالزو والتي كانت تحت سيطرة بابل.، تولى الحكم بعده إبنه نبو شوما أوكين الأول.